# کونداکوفکا
کونداکوفکا (به لاتین: Kondakovka) یک منطقهٔ مسکونی در روسیه است که در استان آستراخان واقع شده‌است.